# جعفر أبو المكارم
جعفر بن أبي المكارم محمد بن عبد الله العوامّي البحراني (15 أكتوبر 1864 - 25 أغسطس 1923) (15 جمادى الأولى 1281 - 13 محرم 1342) فقيه جعفري وشاعر بحراني. ولد في العوامية من قرى القطيف أيام الدولة السعودية الثانية ونشأ فيها. درس في النجف على علماء عصره. برز في إقليم بحرين إمامًا ومدرّسًا وفقيهًا كما كان يتصدّى للقضايا الدينية خاصة للشيعة الاثناعشرية. توفي في المنامة عن 59 عامًا. له عدة مؤلفات دينية ومجموعات شعرية. حفيده هو عبد المجيد أبو المكارم.

## سيرته
ولد جعفر بن أبي المكارم محمد بن عبد الله بن أحمد بن عبد الله بن علي بن رمضان التغلبي العوامي القطيفي الستري البحراني. ولد يوم 15 جمادى الأولى 1281/ 15 أكتوبر 1864 في العوامية إحدى قرى القطيف في إمارة نجد السعودية ونشأ فيها على والده. ثم ذهب إلى النجف فأخذ عن علماءها وسكنها 18 سنة، تتلمذ على: أحمد آل طعان ومحمد حسين الكاظمي. ثم عاد إلى مسقط رأسه عالمًا دينيًا ومرشدًا ومدرّسًا. 

تصدّى القضايا الدينية والمسؤوليات القانونية والاجتماعية في القطيف والبحرين، وكان يقيم صلاة الجمعة والجماعة، ويفصل في المنازعات، بالإضافة إلى رعاية شؤون الأيتام والأرامل ومن ليس لهم معيل. عمل في تطبيق الحدود الشرعية دون القصاص لتجنب الصدام مع السلطة الزمنية لعصره، سلطنة نجد. ألّف أكثر من 19 كتابًا في الفقه والأصول والمنطق وغيرها. كما كان شاعرًا له عدة دواوين شعرية. 

توفي العوامي في المنامة بالبحرين يوم 13 محرم 1342/ 25 أغسطس 1923 ودفن في صحن مسجد الشيخ ميثم البحراني. 

## شعره
له عدد من الدواوين المخطوطة، وله ملحمة تاريخية في وصف معركة كربلاء. جاء في معجم البابطين عنه «يدور شعره حول تسبيحات قلب مفعم بالتوحيد، والتنزيه لله تعالى، وله شعر في مديح النبي (ص) وآل بيته، إلى جانب شعر له في الغزل يستثمر فيه المرأة رمزًا للجمال، والكمال الأعلى، على الرغم من إيغاله أحيانًا في الحسية التي تنزل برمزه. تشيع في لغته مفردات تراثية. كتب الموشحة. يتميز بنفس شعري مديد، ولغة طيعة، وخيال تقليدي.»

## آثاره
من كتبه في الفقه والدين:
- «عقود الجمان في حياة الزهراء عليها السلام»
- «جذوة الحق وقبسة ضياء الصدق»
- «در الجوهر الفريد»
- «ملتقى البحرين»
- «يقظة الوسنان وطلسم البيان»
- «الأجوبة الجغرافية»
- «إرصاد الأدلة في معرفة الوقت والقبلة»
- «الإشراقات النورية في علم الفلك»
- «كاشفة القناع في زكاة السمك والجراد »
- «مشاعر معارف»
- «جرائد الأفكار»
- نهاية الإدراك»